# Jerseys flygplats

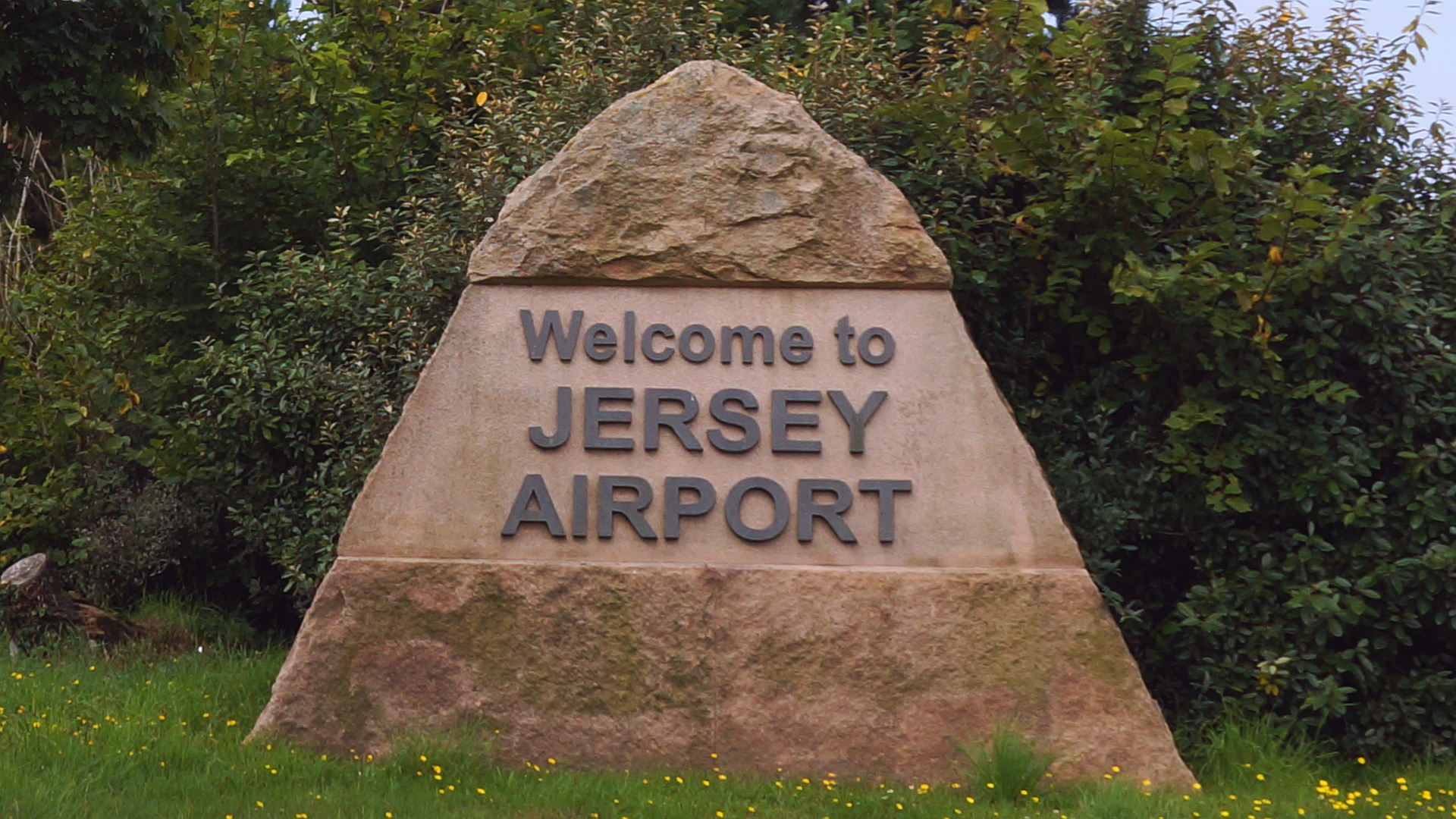
Välkommen till Jerseys flygplats

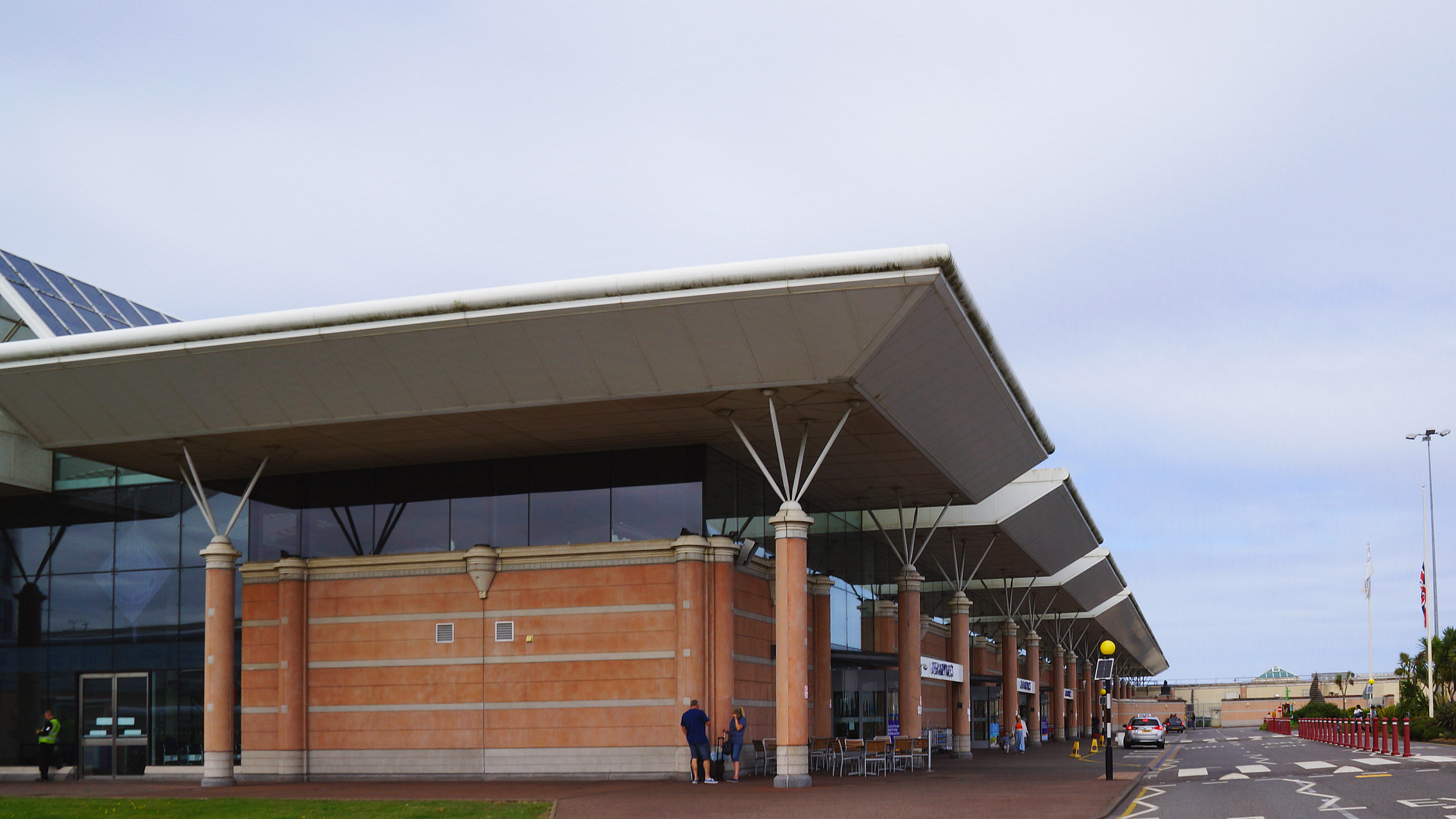
Terminalen vid Jerseys flygplats

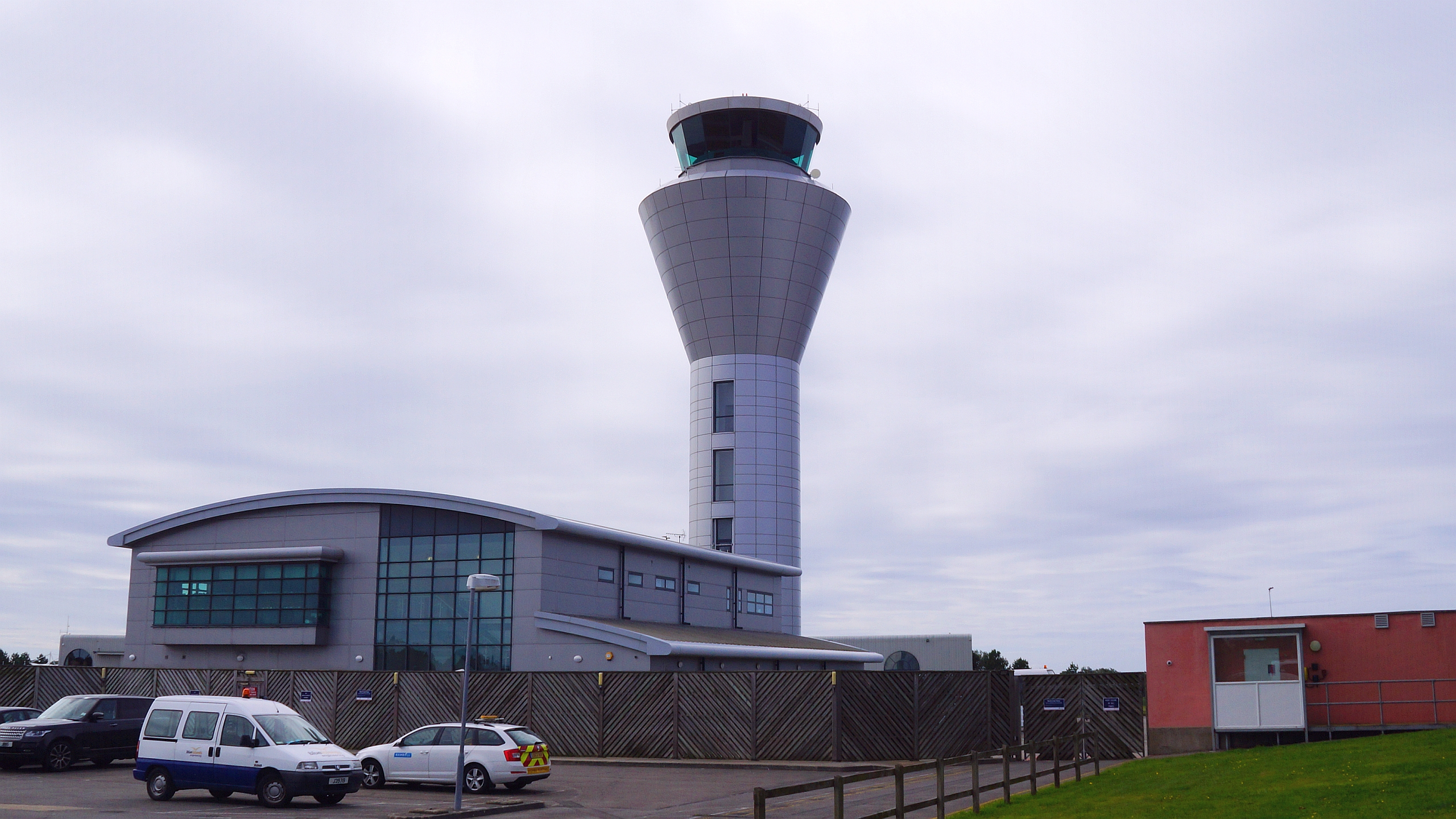
Tornet från Jerseys flygplats

Jerseys flygplats (IATA: JER, ICAO: EGJJ) (engelska: Jersey Airport) är en internationell flygplats belägen i parishen Saint Peter, 7,4 km väst nordväst om Saint Helier på ön Jersey, Kanalöarna. Flygplatsen öppnade 1937.